# Георги Райчев
Георги Михалев Райчев (или Михайлов Райчев) е български писател, роден на 7 декември 1882 година в с. Топрак хисар, сега Землен. Починал е на 18 февруари 1947 година в гр. София.

## Биография
Не успява да завърши гимназиалното си образование, но си намира работа като писар в Стара Загора (1906 – 1907 г.), а по-късно – като деловодител в III мъжка гимназия в София (1908 – 1910 г.) и VI мъжка прогимназия в София (1910 – 1919 г.). Дългогодишен библиотекар в Министерството на финансите и Народното събрание, коректор, журналист, инспектор на читалищата при Министерството на народното просвещение.
Първите му произведения датират от около 1907 г. и клонят стилово към символизма. През 1923 – 1924 г. е командирован в Мюнхен по същото време, когато там са другите двама основни представители на литературното направление диаболизъм в българската литература – Светослав Минков и Владимир Полянов, все още черпещи с пълни шепи от бурния следвоенен културен живот в Германия. И тримата са силно впечатлени от мистиката и експресивната сила на творби като Голем на Густав Майринк, от страховитите и загадъчни разкази на Едгар Алън По, от неувяхващото въздействие на Хофмановите приказки, от водовъртежа от страсти, обхванал света в зората на индустриализацията, множеството революционни технически и научни открития, желанието да се живее „на максимум“ след оцеляването от Първата световна война с масовите кръвопролития, бомбардировките от въздуха, химическите оръжия...
Още преди това Георги Райчев е започнал да публикува. През 1918 г. излиза Любов в полето, през 1919 г. – Мъничък свят. Бележник на един разлюбен, през 1920 г. – Царица Неранза, а през 1923 г. – Греховна повест. От това време са също повестите Лина (1922 г.) и Грях (1923 г.). През 1923 г. излиза диаболичният сборник на Георги Райчев Разкази. Най-известни творби от по-късното му творчество са Песен на гората (1928 г.), Еленово царство – драматична легенда в стихове (1929 г.), Божи дарове (1930 г.). Също и Циндил-пиндил и Джаста-праста, Майстор Манаси и Марко и Мързеланко, които са поучителни, и хумористични.

## Стил и особености
Още в Царица Неранза и Греховна повест в стила на Райчев се усеща ясно стремежът към модерност под влиянието на полския писател Станислав Пшибишевски и неговата поема De Profundis (от лат.: Из дълбините, в смисъл на ада), желанието да се изследват тъмните страни на психиката.
Най-ясно и ярко този интерес проличава обаче в диаболичния му сборник от 1923 г. Разкази (Страх, Безумие, Съновидения, Лина, Грях, Карнавал, Незнайният). В българската литература Райчев е един от авторите, които успяват най-добре да облекат в художествена плът търсенето на ново познание за личността чрез разкриване на гранични психични състояния.
Героите му са запомнящи се, убедително и оригинално замислени образи, обладани от терзания, страст, трескаво борещи се с нагона си. Райчев е един от първите ни писатели, пишещи така откровено и задълбочено, донякъде под влияние на Фройд, за промяната от патриархалното свенливо и селско възприемане на пола към модерното, нееднозначно, урбанистично и разпънато между ерос и танатос изживяване на всички сексуални фантазии, както от мъжете, така и от жените, и това докъде могат да отведат личността.
Тези проблеми са залегнали и в повестите Лина и Грях. Интересното е, че самият Георги Райчев по-късно се дистанцира от тия свои творби и увлечения, макар че те остават най-ценният му принос в българската литература.

## Любопитни факти
Запазен е разказ на Георги Райчев, че когато е бил двумесечно бебе, едва не е умрял и е бил излекуван по чудо.
Твърде болен от раждането си, скоро след това положението му още повече се влошило и бабата, която викали да го пази, обявила, че е безсилна. Челюстите на двумесечното бебе се схванали и не можело да суче, родителите били отчаяни. Бащата, дългогодишен кмет, кръчмар и дюкянджия, въпреки доброто си материално състояние не знаел към кого да се обърне. Тогава на вратата се похлопало и когато отворили, видели белобрад старец, сякаш излязъл от приказките. Поканили го, а той, като съзрял кърмачето, им казал да загреят вода и започнал да разтрива детето, после опипал внимателно челюстта му и я наместил. Малко по-късно бебето започнало да суче и температурата му спаднала. На сутринта старият човек си бил тръгнал и родителите на Георги Райчев не успели да научат дори името му.

## Памет
На Георги Райчев е наречена улица в квартал „Витоша“ в София (Карта).